# Henry Ludvig Larsen
 Ikke at forveksle med Henry Larsen (roer).
Henry Ludvig Larsen (født 16. august 1891, død 20. januar 1969) var en norsk roer fra Oslo, der deltog i to olympiske lege i begyndelsen af 1900-tallet.
Ved OL 1912 i Stockholm deltog Larsen i firer med styrmand (outrigger), hvor han roede sammen Theodor Klem, Mathias Torstensen og brødrene Haakon og Ejnar Tønsager. Det var første og eneste gang, denne bådtype var på programmet ved OL, og den norske båd fra Kristiania Roklub vandt først sit indledende heat, derpå sin kvartfinale, inden båden i semifinalen blev slået af den britiske båd. Som taber af semifinalen vandt nordmændene (sammen med danskerne, der tabte den anden semifinale) dermed bronze.
Han deltog igen i OL 1920 i Antwerpen, hvor han roede firer med styrmand sammen med Per Gulbrandsen, Theodor Klem, Birger Var og styrmand Thoralf Hagen. Båden indledte med at vinde sit indledende heat, men i finalen kunne de sammen med amerikanerne ikke følge med den schweiziske båd, der vandt guld. De to øvrige både kom ind i samme tid, men amerikanerne fik sølvmedaljen.

## OL-medaljer
- 1912:  Bronze i firer med styrmand (outrigger)
- 1920:  Bronze i firer med styrmand